# European Bioinformatics Institute

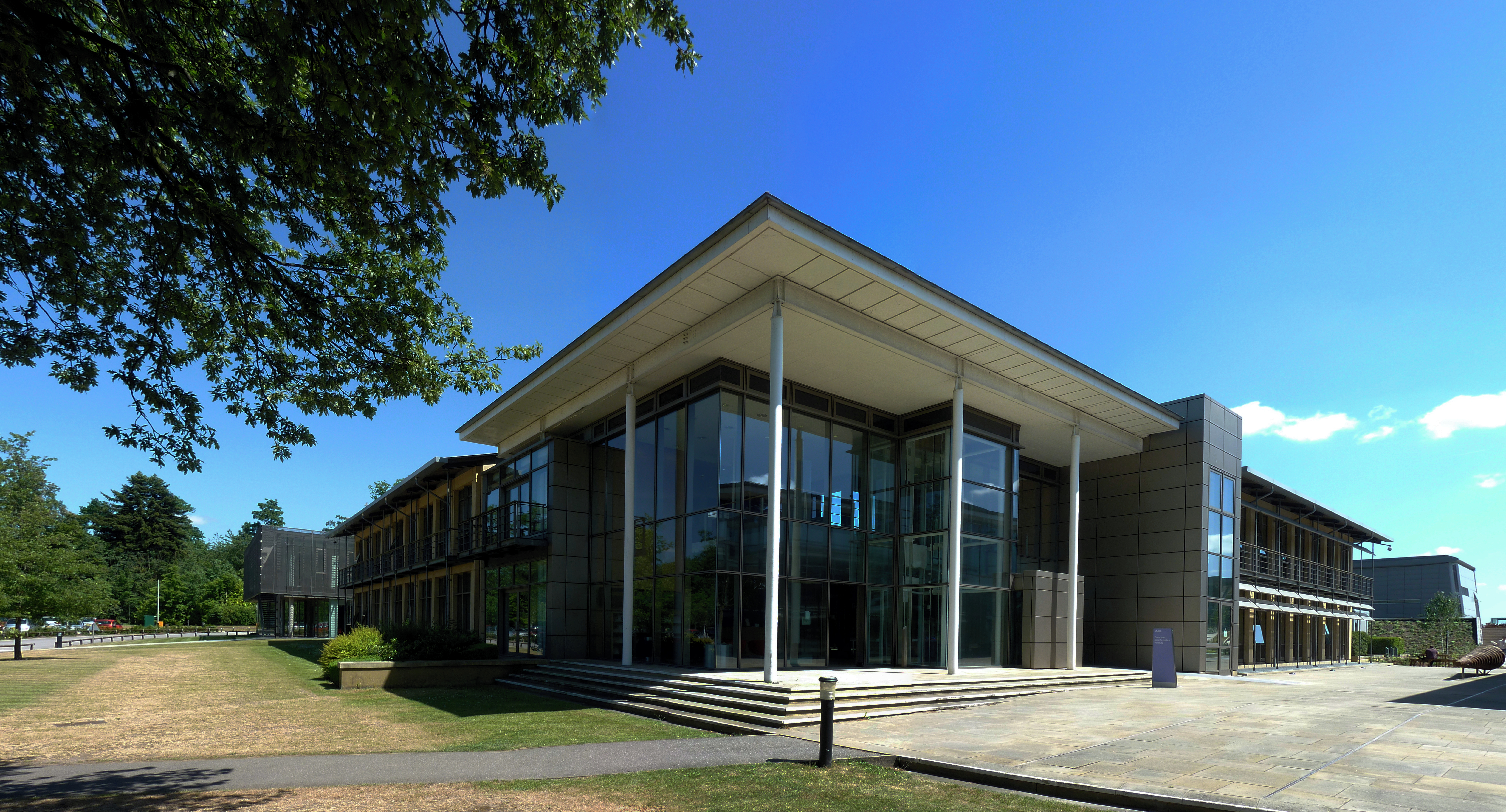
European Bioinformatics Institute, Hinxton, Cambridge, UK

Das European Bioinformatics Institute (EBI; deutsch: Europäisches Institut für Bioinformatik) ist Teil des Europäischen Laboratoriums für Molekularbiologie (EMBL) und ein Zentrum für Forschung und Dienstleistungen auf dem Gebiet der Bioinformatik. Das Institut befindet sich in Hinxton in der Nähe von Cambridge, England. Co-Direktoren sind Ewan Birney und Rolf Apweiler.
Das Institut betreibt den Browser QuickGO, mit dem in der Datenbank Gene Ontology gesucht werden kann.
Das EBI stellt Datenbanken, Tools und Software für die Forschung zur freien Verfügung. Beispielsweise unterstützt der Ensembl-Genombrowser für Wirbeltiergenome, die Forschung in den Bereichen vergleichende Genomik, Evolution, Sequenzvariation und Transkriptionsregulation und stellt sequenzierte Genome zur Verfügung.